# Nimis, Friuli-Venezia Giulia
Nimis är en ort och kommun i regionen Friuli-Venezia Giulia i Italien och tillhörde tidigare även provinsen Udine som upphörde 2018. Kommunen hade 2 706 invånare (2018).